# こ
こ або コ (/ko/; МФА: [ko] • [ko̜ ̞]; укр. ко) — склад в японській мові, один зі знаків японської силабічної абетки кана. Становить 1 мору. Розміщується у комірці 5-го рядка 2-го стовпчика таблиці ґодзюон.
Має похідні дзвінкі звуки — ご або ゴ (/ga/; МФА: [go] • [go̜ ̞]; укр. ґо).

## Короткі відомості

### Опис
Фонема сучасної японської мови. Складається з одного задньопіднебінного приголосного звука та одного огубленого голосного заднього ряду високо-середнього піднесення  /o/ (お). Приголосні бувають різними залежно від типу.
| Глухий задньопіднебінний проривний:   |  | /k/ → | こ | [ko] | (основний звук)                           |
| Дзвінкий задньопіднебінний проривний: |  | /g/ → | ご | [go] | (похідний звук)                           |
| Задньопіднебінний носовий:            |  | /ŋ/ → | こ゚ | [ŋo] | (на письмі практично не використовується) |

### Порядок
Місце у системах порядку запису кани:
- Порядок ґодзюону: 10.
- Порядок іроха: 33. Між ふ і え.

### Абетки
- Хіраґана: こ

Походить від скорописного написання ієрогліфа 己 (ко, я).
- Катакана: コ

Походить від скорописного написання верхньої частини ієрогліфа 己 (ко, я).
- Манйоґана: 古 • 姑 • 枯 • 故 • 侯 • 孤 • 児 • 粉 • 己 • 巨 • 去 • 居 • 忌 • 許 • 虚 • 興 • 木

### Транслітерації

#### こ
- Кирилиця:
Система Поліванова: КО (ко).
Альтернативні системи: КО (ко).
- Латинка
Система Хепберна: KO (ko).
Японська система: KO (ko).
JIS X 4063: ko
Айнська система: KO (ko).

#### ご
- Кирилиця:
Система Поліванова: ҐО (ґо).
Альтернативні системи: ҐО (ґо).
- Латинка
Система Хепберна: GO (go).
Японська система: GO (go).
JIS X 4063: go
Айнська система: GO (go).

### Інші системи передачі
- Шрифт Брайля:
| －● ●－ －● |
- Радіоабетка: КОдомо но КО (子供のコ; «ко» дитини)
- Абетка Морзе: －－－－